# 百万石かがやきナイター賞
百万石かがやきナイター賞（ひゃくまんごくかたがきないたーしょう）は、2025年に金沢競馬場ダート1700mで施行された地方競馬の重賞競走である。正式名称は「北國新聞社後援 能登復興祈念 百万石かがやきナイター賞」。

## 概要
金沢競馬では2025年シーズンより「百万石かがやきナイター」の愛称で本格的にナイター開催を行うようになった。本競走は、ナイター競馬開催日の2025年7月27日に施行予定だった準重賞にかわり、能登の復興を祈念して行われる事になったサラブレッド系3歳馬による重賞競走である。
サラブレッド大賞典のトライアル競走となっており、優勝馬に同競走の優先出走権が付与される。

### 条件・賞金
出走条件
サラブレッド系3歳、金沢所属
負担重量
別定。57kg（牝馬2kg減）で、石川優駿勝ち馬は1kg増となる。
賞金額
1着250万円、2着80万円、3着40万円、4着30万円、5着25万円、着外5万円。
優先出走権付与
優勝馬にサラブレッド大賞典の優先出走権が付与される。

## 歴代優勝馬
| 施行日        | 優勝馬           | 性齢 | 所属 | タイム | 優勝騎手 | 管理調教師 | 馬主     |
| ------------- | ---------------- | ---- | ---- | ------ | -------- | ---------- | -------- |
| 2025年7月27日 | リトルサムシング | 牡3  | 金沢 | 1:48.6 | 吉原寛人 | 加藤和義   | 橋元勇氣 |

### 各回競走結果の出典
- 能登復興祈念百万石かがやきナイター賞　歴代優勝馬 - 地方競馬全国協会
- JBISサーチ
  - 2025年